# Elcaset

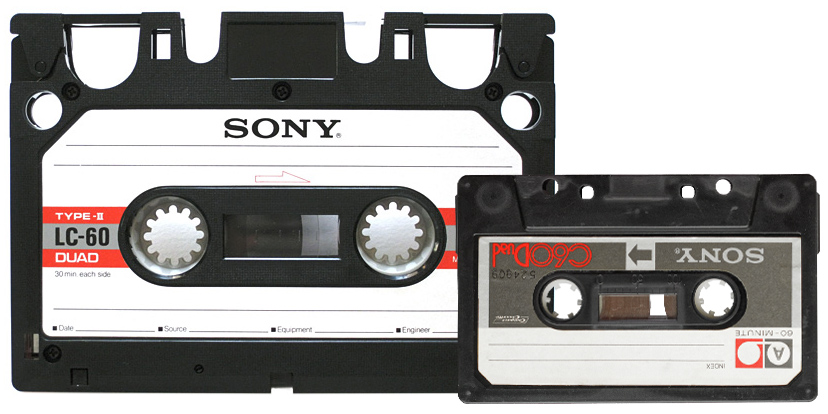
Größenvergleich einer Elcaset- und einer gewöhnlichen Kompaktkassette

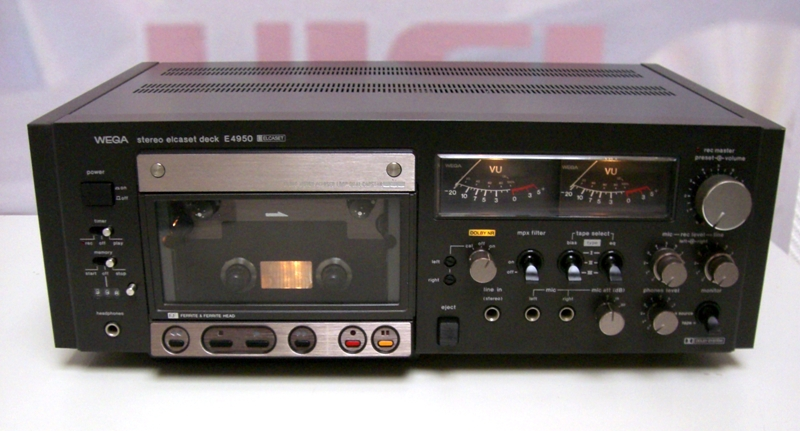
Elcaset-Recorder Wega E4950, baugleich mit Sony EL-7 (1976–1980)

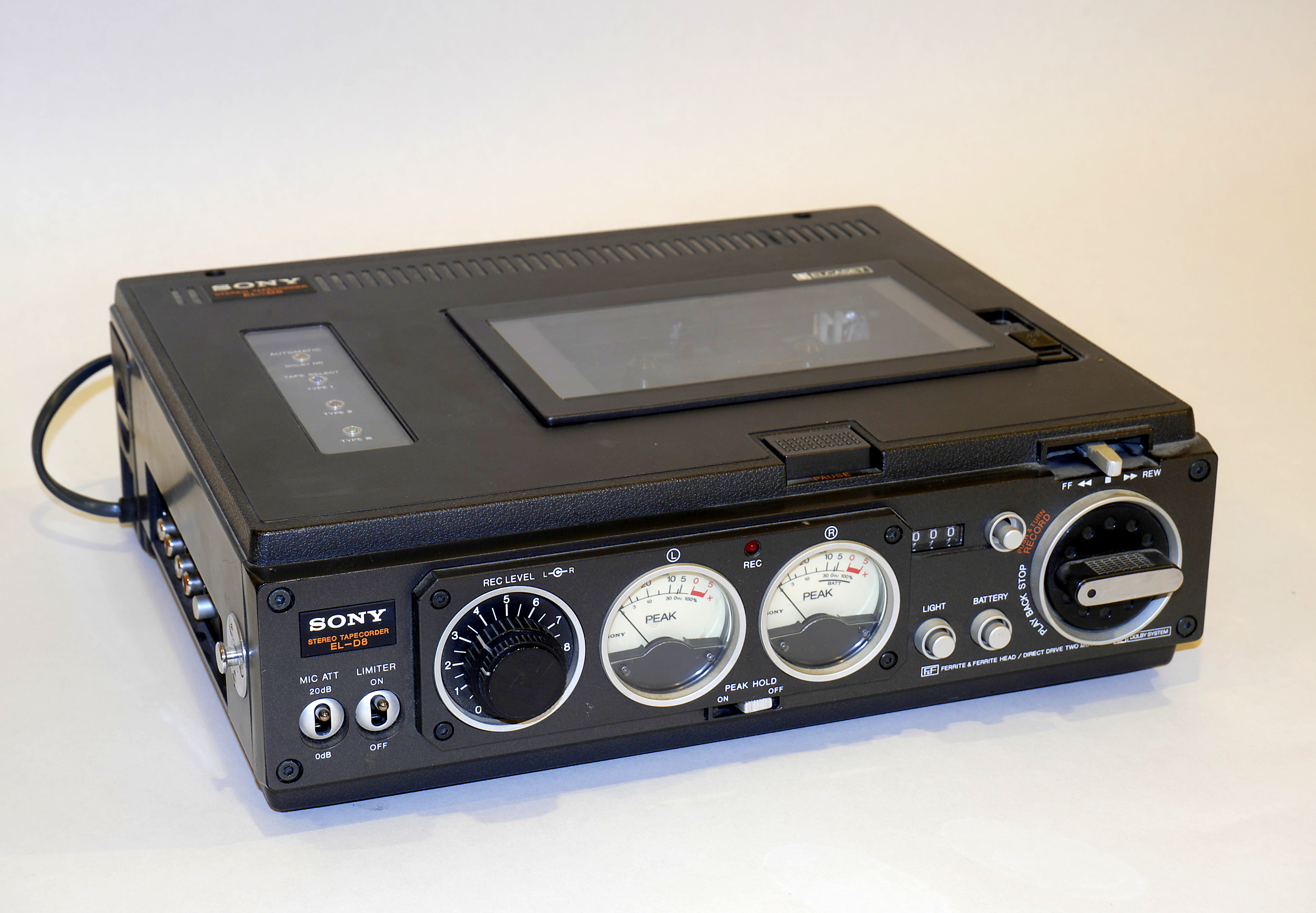
Sony EL-D8 (1978–1980)

Elcaset war ein japanisches Audio-Cassettenformat.

## Geschichte
Elcaset wurde von Panasonic (unter dem für HiFi-Komponenten genutzten Markennamen Technics), Sony und TEAC entwickelt und 1976 in den Markt eingeführt. Ziel war die Schaffung eines Tonträgers, der den Bedienungskomfort einer Compact Cassette mit der exzellenten Tonqualität des Spulentonbands vereint. Es wurde als Alternative zur damals populären, klanglich aber nicht zufriedenstellenden Compact Cassette positioniert. Diese war von Philips 1963 auf den Markt gebracht worden. JVC brachte 1977 ein Elcaset-Modell auf den Markt.

Die japanischen Hersteller Aiwa, Akai und Marantz sollen seinerzeit ebenfalls Interesse am Elcaset-Format bekundet haben; zu entsprechenden Geräten kam es aber nicht.
Obwohl Elcaset seinerzeit höchsten Hi-Fi-Ansprüchen gerecht wurde, konnte sich das System gegen die bereits weit verbreitete Compact Cassette nicht durchsetzen, denn dank erheblich verbesserter Technik in Hifi-Cassettendecks und gesteigerter Bandqualität konnten letztere qualitativ aufholen und wurden durch Massenproduktion erschwinglicher. Zudem kündigte sich Anfang der 1980er-Jahre bereits die Digitaltechnik im Amateurmarkt an, was dazu beigetragen haben mag, dass Käufer nicht gern in ein neues analoges hochpreisiges System investieren mochten.
Beim Hersteller Sony kam hinzu, dass die Mechanik der nur mit einem bzw. zwei Motoren bestückten Modelle EL-5 und EL-D8 dem Alltag nicht gewachsen war – häufig waren die Rutschkupplungen hinter den Auf- und Abwickeldornen schon nach wenigen Monaten verschlissen, was sich durch quietschende Geräusche bemerkbar machte.
Im Ergebnis wurden bis zur Einstellung der Produktion Anfang der 1980er-Jahre nur verhältnismäßig geringe Stückzahlen verkauft; auf dem Liebhabermarkt werden heute teilweise beträchtliche Preise erzielt.

## Technik
Das Elcaset-Band ist 6,3 mm (¼") breit und läuft mit der Bandgeschwindigkeit von 9,5 cm/s (3¾"/s), identisch zu den meisten Spulentonbandgeräten und doppelt so schnell wie die Kompaktkassette. Dadurch sind Elcaset-Kassetten um einiges größer als Kompaktkassetten.
Im Unterschied zur Compact Cassette wird das Band während des Betriebs aus der Kassette herausgezogen, um so das durch mechanische Toleranzen bedingte Problem der ungenauen Bandführung zu umgehen. Elcaset-Geräte sind in ihrer Bauform den gewöhnlichen Kassettendecks sehr ähnlich, lediglich aufgrund der größeren Kassetten etwas höher. Auch die Bedienung ist weitestgehend identisch.
Elcaset-Bänder gab es mit 60 und 90 Minuten Laufzeit, wobei die Kassetten beidseitig bespielbar sind. Die Recorder sind für Eisenoxid-, Chromdioxid- und Ferrochrom-Cassetten geeignet. Tatsächlich angeboten wurden aber nur Eisenoxid- und Ferrochrom-Bänder.

## Merkmale der Elcaset
- Großer Dynamikbereich dank der Tonbandbreite von 6,3 mm = ¼" und der Bandgeschwindigkeit von 9,5 cm/s = 3¾"/s.
- Exakter Bandtransport: Für den Kopfkontakt wird das Band aus dem Kassettengehäuse herausgeführt, so dass die Genauigkeit der Kassettenkonstruktion auf den Bandlauf keinen Einfluss hat.
- Die Bandspuren sind – entsprechend der Compact Cassette – Mono/Stereo-kompatibel.
- Eine unabhängige Steuerspur ist vorgesehen (z. B. für Synchronisierimpulse bei Film- und Dia-Vertonung).
- Spezielle Aussparungen im Gehäuse erlauben die automatische Umschaltung der Vormagnetisierung und Entzerrung zur Anpassung an drei standardisierte Bandtypen. Herausbrechbare Kunststoff-Laschen markierten den Einsatz der Dolby-B-Rauschunterdrückung. Entsprechende Automatiken fanden sich aber nur im tragbaren Sony-Elcaset-Recorder EL-D8. An allen anderen Recordern musste der Anwender Bandsorte und Rauschunterdrückung per Schalter aktivieren.
- Die Cassetten konnten durch verschiebbare Kunststoff-Laschen als „bespielt“ (keine Aufnahme möglich) bzw. „leer“ (Aufnahme möglich) gekennzeichnet werden.